# August von Kotzebue
August von Kotzebue (n. 3 mai 1761, Weimar, Saxa-Weimar – d. 23 martie 1819, Mannheim, Marele Ducat de Baden) a fost un dramaturg german.
A scris piese de moravuri de factură sentimental-frivolă, printre care cea mai cunoscută este Mizantropia și pocăința (1790, Menschenhass und Reue).
Se remarcă replica abilă și tehnica scenică remarcabilă.
A editat revista Literarisches Wochenblatt.
O parte a vieții a parcurs o carieră diplomatică în Imperiul Țarist.
A fost ucis de Karl Ludwig Sand, membru al societății studențești Burschenschaft.